# Air Zaïre
Air Zaïre (originalmente Air Congo) fue la aerolínea nacional de Zaire, fundada en 1961 y desaparecida en 1995. Su sede social estaba situada en el recinto del Aeropuerto Internacional de N'Djili en Kinsasa.

## Historia

### Air Congo

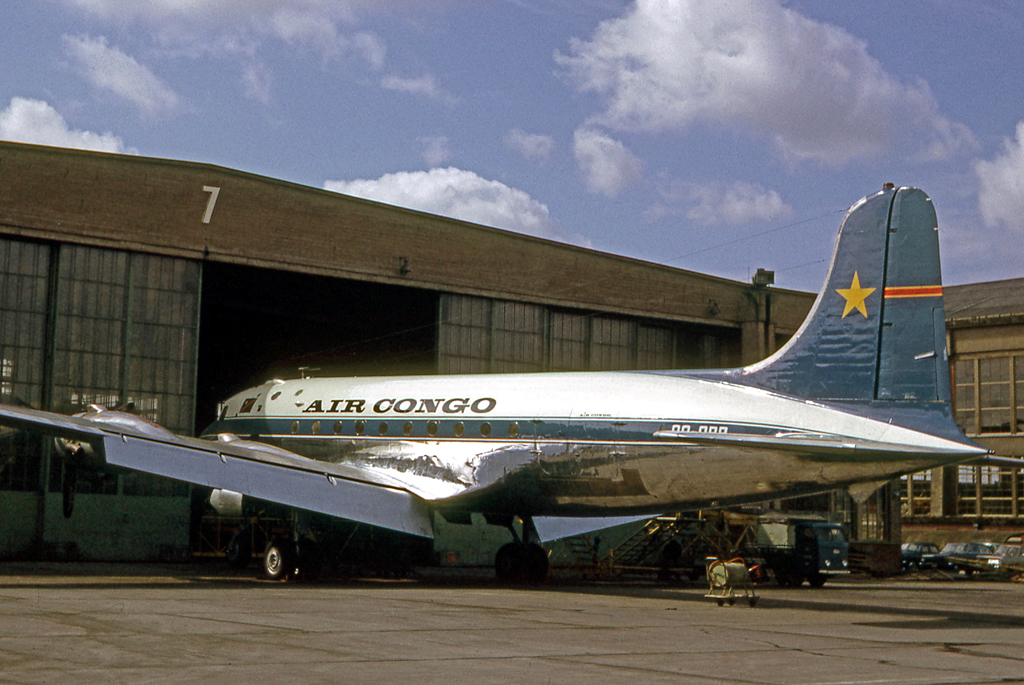
Douglas DC-4 Skymaster de Air Congo en el aeropuerto de Bruselas para mantenimiento durante 1965.

Tras la independencia del Congo de Bélgica en 1960, la aerolínea nacional belga Sabena continuó operando rutas en el país. La creación de una aerolínea congoleña se retrasó debido a la Crisis del Congo, pero en enero de 1961 se firmó un acuerdo con Sabena para la constitución de una compañía de responsabilidad limitada llamada Air Congo. La empresa se fundó oficialmente el 28 de junio de 1961, con Sabena brindando asistencia técnica y personal. El gobierno congoleño poseía un 65% de la aerolínea, Sabena un 30% y Air Brousse y Sobelair compartían el resto. La flota inicial de Air Congo estaba compuesta por los modelos Douglas DC-3, DC-4 y DC-6B, y sus primeros destinos internacionales fueron Entebbe, Luanda, Nairobi y Ndola. Aunque Sabena y Air Brousse continuaron con sus operaciones, estas cesaron cuando Air Congo comenzó sus vuelos regulares el 21 de junio de 1961. A la aerolínea se le otorgaron derechos exclusivos para operar vuelos programados tanto nacionales como internacionales, y recibió subsidios del gobierno de Léopoldville para cubrir posibles déficits generados por los préstamos aprobados por el gobierno.
El contrato con Sabena incluía la capacitación del personal de Air Congo durante un período de seis años. A finales de 1962, Air Congo había alcanzado una plantilla de 2400 empleados, de los cuales aproximadamente 1100 fueron transferidos desde Sabena. En ese momento, entre los destinos estaba Entebbe, Lagos, Nairobi, Ndola, Salisbury y Usumbura. El servicio de jet a Bruselas se inauguró en marzo de 1963 utilizando un Boeing 707 alquilado a Sabena. En abril de 1963 la aerolínea se unió a la Asociación Internacional de Transporte Aéreo, convirtiéndose en el 94º miembro general.Los servicios a Bélgica se inauguraron a principios de 1963, uniendo Léopoldville con Bruselas vía Roma, utilizando Boeing 707 operados por Sabena en nombre de la aerolínea. 
 En 1964, la aerolínea también operaba equipos Curtiss C-46 y DC-4, arrendados a Aerovías Panamá Airways para complementar los aviones arrendados a Sabena.
Air Zaire firmó un acuerdo con la aerolínea francesa Union des Transports Aériens (UTA) en enero de 1964, por el que las dos aerolíneas cooperarían en vuelos entre África y Europa. UTA operó el servicio Johannesburgo - Salisbury - Léopoldville - París con equipos Douglas DC-8, y Air Congo operó con Boeing 707 en la ruta Léopoldville - Douala - París. La aerolínea añadió cuatro Beech Barons en octubre de 1964 para proporcionar servicios de enlace y, en noviembre de 1964, Zambia Airways reintrodujo la ruta Ndola - Élisabethville, que anteriormente era operada por Central African Airways. Zambia Airways operó el vuelo los lunes y Air Congo operó el mismo servicio los viernes.
Tras el golpe de Estado de 1965 que llevó al poder a Mobutu Sésé Seko, la mayoría de las propiedades de Sabena en el Congo fueron confiscadas, y la aerolínea belga vio cancelados sus derechos de tráfico en Élisabethville. Además, el gobierno congoleño incautó los fondos que Air Congo debía a Sabena, así como otros ingresos obtenidos por Sabena en el país.Tras el golpe de Estado de 1965, que llevó a Mobutu Sésé Seko al poder, la mayoría de las propiedades de Sabena en el Congo fueron confiscadas, y la aerolínea belga vio cancelados sus derechos de tráfico en Élisabethville. Además, el gobierno congoleño incautó los fondos que Air Congo debía a Sabena, así como otros ingresos obtenidos por Sabena en el país. En ese mismo período, se eliminó la propiedad extranjera de la aerolínea: el gobierno congoleño pasó a ser propietario del 70% de las acciones, el Institut National de Sécurité Sociale del 8%, y las empresas locales congoleñas poseían el resto. En ese momento, la flota de Air Congo incluía dos Douglas DC-6, ocho DC-4, once DC-3, dos Curtiss C-46, tres Beech 18, cinco Beech Barons, un Piper PA-23 Aztec y un Cessna 310.
En 1967, la aerolínea encargó dos Sud Aviation Caravelles para su entrega en octubre de 1967 y el verano de 1968, y el 12 de mayo de 1967 un BAC One Eleven, con un contrato de arrendamiento de un año de Laker Airways, entró en servicio en las rutas de la aerolínea.  La aerolínea operó un servicio desde Kinshasa a Bruselas en un acuerdo conjunto con Sabena hasta junio de 1967. El 25 de noviembre de 1967, un Douglas DC-8 se unió a la flota de la aerolínea, y voló en rutas desde Lubumbashi -Kinshasa-Bruselas-París o Roma, siendo el último sector volado en semanas alternas. Las Caravelles fueron introducidas en vuelos regionales desde Kinshasa- Lagos y Kinshasa- Bangui - Fort-Lamy. La aerolínea también operaba vuelos dos veces por semana en la ruta Kinshasa- Entebbe - Nairobi - Dar es Salaam -Lubumbashi- Lusaka -Lubumbashi-Kinshasa. Los DC-6 operaron en rutas regionales que unían Kinshasa- Goma - Bujumbura -Entebbe-Nairobi. La aerolínea operó los DC-3, DC-4 y DC-6 a 26 destinos nacionales, y los aviones Beech más pequeños fueron operados a otros 27 destinos nacionales. A finales de 1967 se firmó un acuerdo con Fokker para la compra de diez Fokker F 27-600. Un Douglas DC-3 operado por la aerolínea se estrelló el 15 de febrero de 1970, en circunstancias desconocidas. En octubre, Pan American World Airways comenzó a administrar la aerolínea, bajo un contrato de gestión de tres años. La aerolínea estadounidense puso a disposición de la aerolínea 14 especialistas para ayudar con cuestiones técnicas y operativas. Se hizo especial hincapié en la formación de nacionales congoleños para dirigir la aerolínea, y en 1970 se compraron dos Douglas DC-8 a Pan Am.

### Air Zaire

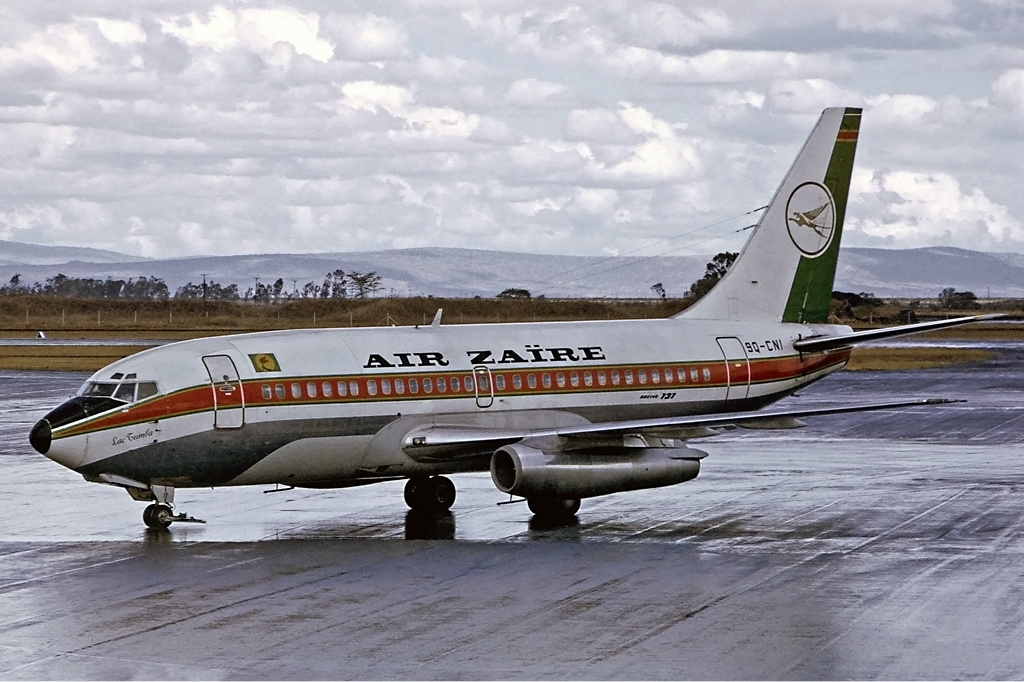
Un Boeing 737-200 de Air Zaire en el Aeropuerto Internacional Jomo Kenyatta. (1975)

El 27 de octubre de 1971, el país cambió su nombre de República Democrática del Congo a República de Zaire, y Air Congo cambió su nombre a Air Zaire. Ese mismo año, la aerolínea realizó un pedido de tres Boeing 737-200 y ocasionalmente operó aviones Lockheed L-100 Hércules arrendados al gobierno de Zaire para operaciones de carga. La aerolínea encargó dos McDonnell Douglas DC-10 y cinco Boeing 737 el 3 de enero de 1973. Los DC-10 fueron entregados a la aerolínea en 1973, y en febrero de 1973, la aerolínea anunció que adquiriría un Boeing 747-100. El 747 fue operado mediante contrato de arrendamiento y sólo estuvo en servicio con la aerolínea durante aproximadamente un año.
Fue durante este período que el presidente zairense Mobutu ganó fama por requisar aviones pertenecientes a la aerolínea para transportarse a sí mismo y a su séquito en viajes de compras a Europa. En la primavera de 1973, se informó que, al viajar a Alemania Occidental, Mobutu requisó el Boeing 747 para sí mismo y utilizó uno de los DC-10 de la aerolínea para transportar a su esposa, dejando a la aerolínea sin aviones para sus propios servicios.
El 7 de abril de 1974, un DC-4 de la aerolínea estuvo involucrado en un accidente en Gemena, y el 9 de enero de 1975, un Fokker 27 estuvo involucrado en Boende, matando a una persona en tierra. El 3 de marzo de 1976, un Fokker 27 quedó inutilizable en un accidente en Angola.
Los tres Boeing 737-200 que se encargaron en 1973 se unieron a la flota durante la década de 1970, reemplazando algunos Fokkers y Caravelles. La incorporación del birreactor Boeing permitió la expansión de la red con la incorporación de rutas a Madrid, Abiyán, Bangui, Bujumbura, Conakry, Dakar, Libreville, Lomé y Luanda. La aerolínea ordenó cuatro turbohélices Fokker F 27-500 en enero de 1981, sin embargo, a principios de la década de 1980 la aerolínea atravesó dificultades financieras y, para aliviar la presión sobre los recursos financieros de la aerolínea, un DC-8, un 737-200 y dos F 27 fueron retirados de servicio. Debido a la crisis financiera, la aerolínea también suspendió todos los vuelos internacionales, con excepción de los de la ruta Kinshasa-Lagos-Bruselas.
En septiembre de 1983, Mobutu anunció un programa de austeridad que implicaría la liquidación o reorganización de unas cuarenta y siete empresas paraestatales, incluida Air Zaire, para que funcionaran sobre una base comercial. El gobierno anunció que la plantilla de la aerolínea se reduciría de 6500 a 2500 personas, y que se ofrecería una participación del cuarenta por ciento en la aerolínea a posibles compradores.
A principios de 1985, el gobierno firmó un acuerdo con el grupo israelí Tamman Group, otorgando a la compañía extranjera una participación del cuarenta por ciento en la aerolínea, a cambio de una inversión de 400 millones de dólares en las industrias de transporte y farmacéutica de Zaire, sin embargo, el acuerdo no se materializó.

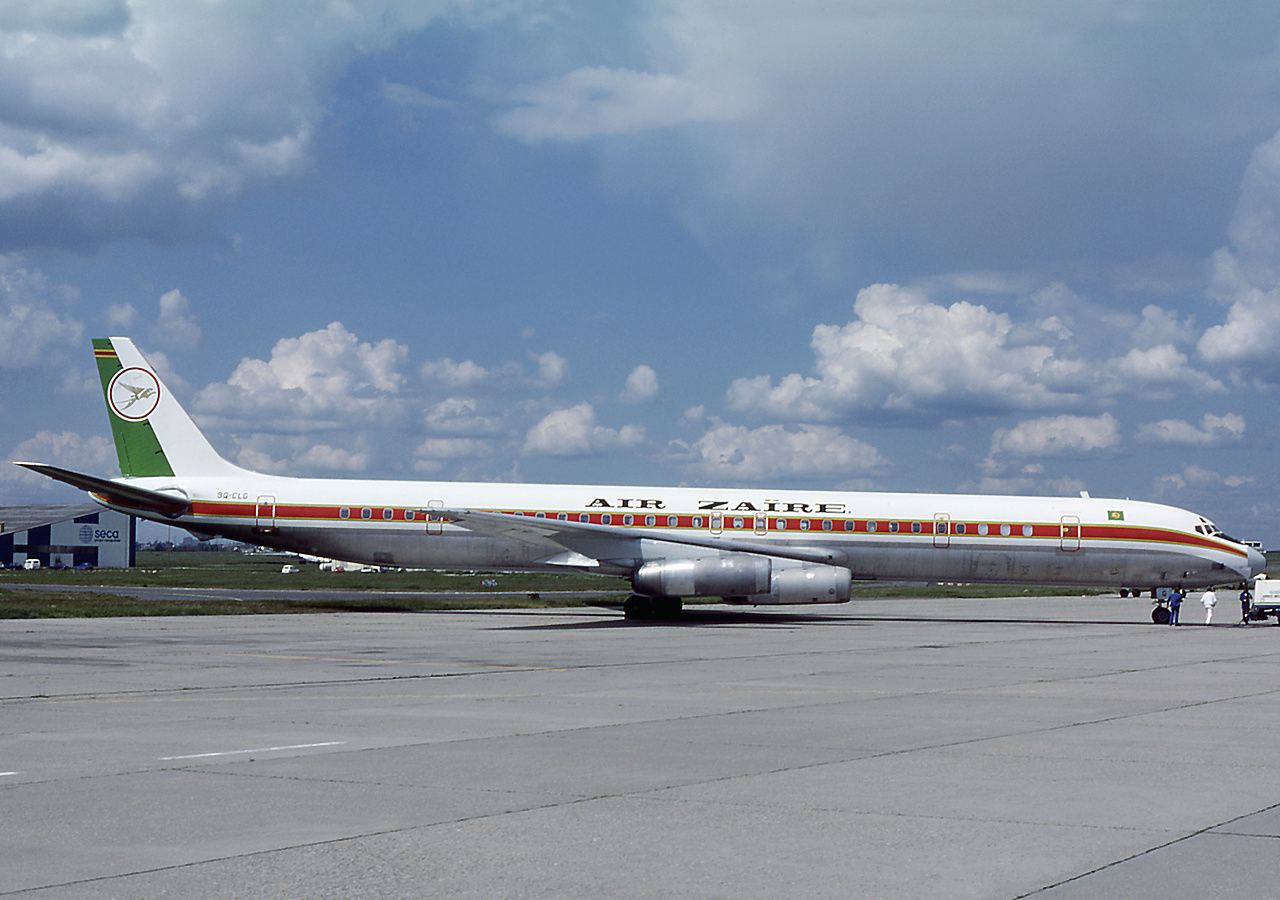
Un Douglas DC-8-63 de Air Zaire en el aeropuerto de Le Bourget (1986).

En 1985, la aerolínea estaba perdiendo pasajeros, tanto que la aerolínea privada Scibe Airlift transportaba más pasajeros nacionales que ella, y el gobierno de Zaire contrató a la aerolínea francesa UTA para administrar la aerolínea durante un período de seis años. En junio de 1985, uno de los DC-10 fue puesto a la venta y finalmente fue comprado por British Caledonian. Cuando en 1990 comenzaron las negociaciones para poner fin al apartheid en Sudáfrica, varias aerolíneas africanas que habían volado anteriormente a Sudáfrica reanudaron sus vuelos; Air Zaire inició la operación de vuelos a Johannesburgo en abril de 1991.
La compañía aérea fue declarada en quiebra el 12 de junio de 1995 por un tribunal de Bruselas tras incurrir en deudas por valor de 1000 millones de francos belgas, de las que Sabena era uno de los principales acreedores. La decisión fue cuestionada por el presidente Mobutu, quien afirmó que un tribunal belga no tenía derecho a declarar en quiebra a una empresa zairense y amenazó con cerrar la oficina de Sabena en Kinshasa como represalia. En respuesta, el gobierno belga ofreció los derechos de aterrizaje de la aerolínea en quiebra a Scibe Airlift, una aerolínea que era propiedad de un miembro de la familia Mobutu.  En 1998 se informó que la aerolínea tenía una deuda total de 1.500 millones de francos belgas, incluidos 700 millones correspondientes a obligaciones sociales. 

### Nueva Air Zaire
Tras el colapso de Air Zaire, Sabena se asoció con el gobierno zairense para crear una nueva aerolínea que se llamaría New Air Zaire. La nueva aerolínea operaría servicios nacionales, mientras que Sabena utilizaría sus derechos de tráfico y operaría vuelos internacionales. Sabena, que estaba asociada con Swissair e inversores sudafricanos y a la que inicialmente se le había ofrecido una participación controladora del 51%, compró una participación del 49,5% por una suma informada de BFr100 millones; el gobierno mantendría la participación controladora del 50,5%.  
La aerolínea se reorganizó como Lignes Aériennes Congolaises, que inició vuelos en 1997, el mismo año en que Zaire pasó a llamarse República Democrática del Congo.

## Flota
| Aeronave                | En servicio |
| ----------------------- | ----------- |
| McDonnell Douglas DC-10 | 3           |
| Boeing 737-200          | 7           |
| Boeing 747-100          | 1           |
| Douglas DC-8            | 5           |
| Total                   | 16          |

## Accidentes e incidentes
- El 29 de noviembre de 1964, un Douglas DC-4 de la aerolínea, alquilado a Belgian International Aviation Services, se estrelló al despegar de Stanleyville, muriendo siete de las quince personas a bordo. Inicialmente se informó que el avión, que transportaba soldados belgas, pudo haber sido derribado por rebeldes, pero luego se reveló que el avión había golpeado un tambor de combustible vacío en la pista al despegar.[3][25][26][27]
- El 18 de agosto de 1968, un Douglas DC-3 D 9Q-CUM de Air Congo fue destruido por un incendio en el aeropuerto de N'djili, Kinshasa.[28]
- El 15 de febrero de 1970, se informó que un Douglas C-47 A 9Q-CUP de Air Congo había sido dado de baja en un lugar desconocido.[29]